# Конгосто (Леон)
Конгосто (ісп. Congosto) — муніципалітет в Іспанії, у складі автономної спільноти Кастилія-і-Леон, у провінції Леон. Населення — 1731 особа (2010).
Муніципалітет розташований на відстані близько 340 км на північний захід від Мадрида, 80 км на захід від Леона.
На території муніципалітету розташовані такі населені пункти: (дані про населення за 2010 рік)
- Альмаскара: 641 особа
- Кобрана: 69 осіб
- Конгосто: 260 осіб
- Сан-Мігель-де-лас-Дуеньяс: 761 особа

## Демографія
Динаміка населення (INE ):